# Кафр ел Даувар
Кафр ел Даувар (арап. كفر الدوار) је град у Египту у гувернорату Бухејра. Према процени из 2008. у граду је живело 105.671 становника.

## Становништво
Према процени, у граду је 2008. живело 105.671 становника.
| 1986.   | 1996.   | 2006.   |
| ------- | ------- | ------- |
| 196.244 | 231.978 | 113.506 |